# Соколовская, Наталия Евгеньевна
Соколовская Наталия Евгеньевна (род. 1956, Ленинград) — прозаик, поэт, переводчик грузинской поэзии.

## Биография
Родилась в Ленинграде, училась в Москве, в Литературном институте (семинар Л. А. Озерова и А. Н. Беставашвили).
В 1982 году после окончания института десять лет жила в Грузии, первое время жила в доме вдовы поэта Тициана Табидзе. Вышла замуж за переводчика Тенгиза Патарая, родила сына. Работала в издательстве «Мерани», переводила местных поэтов (О. Чиладзе, Т. Табидзе, Дж. Чарквиани и др.) и выпустила две книги стихов и переводов «Природа света» (1985) и «Незапечатанные письма» (1988). Переводы Соколовской неоднократно получали достаточно высокую оценку, а её собственные стихи впоследствии вошли в антологию В. Кострова и Г. Красникова «Русская поэзия. XX век».
В 1992 году вернулась в Санкт-Петербург. С 1993 года работает в различных издательствах города. Составитель книг Бориса Корнилова и Ольги Берггольц, в которых помимо стихов и поэм присутствуют отрывки из дневников, письма, материалы заведённых на поэтов уголовных дел. Автор идеи и координатор первого в России билингвического издания поэмы Шоты Руставели «Витязь в тигровой шкуре» с обширным историческим и текстологическим комментарием (2007). Соавтор сценария (совместно с А. Чикичевой) фильма «Блокада: эффект присутствия» (100ТВ, 2010). Автор идеи и соавтор сценария (совместно с А. Чикичевой) фильма «Борис Корнилов: Все о жизни, ничего о смерти…» (100ТВ, 2011).
Редактор блокадных дневников ленинградцев и нового издания «Блокадной книги» А. Адамовича и Д. Гранина.
В 2000-х годах обратилась к прозе. Автор нескольких сборников повестей и романов «Литературная рабыня: будни и праздники» (под псевдонимом Наталья Сорбатская) и «Рисовать Бога».
Член Союза писателей Санкт-Петербурга. Член творческого союза «Мастера литературного перевода». Член Международного ПЕН-клуба.
В декабре 2013 года подписала коллективное обращение писателей России в поддержку Евромайдана. В марте 2014 года вместе с рядом других деятелей науки и культуры выразила своё несогласие с политикой российской власти в Крыму.

## Творчество

### Стихи и переводы
- «Природа света» (Стихи. Переводы с грузинского. Тб.,1985)
- «Незапечатанные письма» (Стихи. Тб., 1988)
- «Ангелы навсегда» (Стихи. Переводы с грузинского. СПб., 2003)

### Проза
- Буквы. История одного безумия // Знамя. — 2016. — № 6.
- Вид с Монблана. — СПб.: Издательская группа «Лениздат», Команда А, 2013.
- Дворник Люба: Повесть // Новый мир. — 2009. — № 2.
- День космонавтики // Знамя. — 2016. — № 11.
- Литературная рабыня: будни и праздники. — М., 2007; СПб., 2011.
- Любовный канон: Повести, рассказ. — СПб.: Азбука-Аттикус, 2011.
- Любовный канон: Повесть // Нева. — 2011. — № 3.
- Моцарт в три пополудни: Повесть // Новый мир. — 2011. — № 2.
- Рисовать Бога. — СПб.: Лениздат, 2012.
- Тёзки: Рассказ // Нева. — 2010. — № 9.
- Тюрьма — исток победы над фашизмом: По материалам следственного дела О. Берггольц // Звезда. — 2010. — № 3.
- Покой // Знамя. - 2021. - № 7.

### Составление, редактура
- Ольга Берггольц. «Ольга. Запретный дневник. Стихи, проза, дневники, архивные материалы». — СПб.: Азбука-классика, 2010.
- Сохрани мою печальную историю…: Блокадный дневник Лены Мухиной. — СПб.: Азбука, 2011.
- Борис Корнилов. «Я буду жить до старости, до славы…». — СПб.: Азбука, 2012.
- Человек из оркестра: Блокадный дневник Льва Маргулиса. — СПб.: Лениздат, 2013.
- Ленинградцы: Блокадные дневники из фондов Музея обороны и блокады Ленинграда. — СПб.: Лениздат, 2014.
- Записки оставшейся в живых: Блокадные дневники Татьяны Великотной, Веры Берхман, Ирины Зеленской. — СПб.: Лениздат, 2014.
- А. Адамович, Д. Гранин. «Блокадная книга». — СПб.: Лениздат, 2014 (входят записные книжки А. Адамовича периода написания «Блокадной книги» и рассказ Д. Гранина «Ромовые бабы»).

## Награды
Лауреат премии им. Н. Гоголя за 2008 и 2011 год за книги «Литературная рабыня: будни и праздники» и «Любовный канон», соответственно. Обе книги вошли в длинный список Национальной литературной премии «Большая книга», а «Любовный канон» — и в шорт-лист Бунинской премии.